# 宮田大輔 (アイスホッケー)
宮田 大輔（みやた だいすけ、2001年1月29日 - ）は、北海道帯広市出身のプロアイスホッケー選手。ポジションはフォワード。アジアリーグアイスホッケーのH.C.栃木日光アイスバックスに所属。

## 経歴
白樺学園高等学校から東洋大学に進学。
2023年1月2日にアジアリーグアイスホッケーの2022-2023年シーズン途中ながら、アジアリーグアイスホッケーのH.C.栃木日光アイスバックスに入団。1月25日に栃木県庁の記者クラブにて阿部泰河と共に入団会見を行った。
2024年5月24日にアイスバックスと契約を更新した。

## 詳細情報

### 背番号
- 91（2023年 - 2024年 ）
- 21（2024年 - ）